# Lijst van rijksmonumenten in Leiden
De stad Leiden kent 1.242 inschrijvingen in het rijksmonumentenregister. Hieronder een overzicht. 

## Binnenstad-Noord
De Binnenstad noord kent 548 rijksmonumenten, zie de lijst van rijksmonumenten in Leiden, Binnenstad-Noord.

## Binnenstad-Zuid
De Binnenstad zuid kent 628 rijksmonumenten, zie de lijst van rijksmonumenten in Leiden, Binnenstad-Zuid.

## Boerhaavedistrict
Het Boerhaavedistrict kent 12 rijksmonumenten, zie de lijst van rijksmonumenten in het Boerhaavedistrict.

## Bos- en Gasthuisdistrict
Het Bos- en Gasthuisdistrict kent 20 rijksmonumenten, zie de lijst van rijksmonumenten in het Bos- en Gasthuisdistrict.

## Leiden-Noord
Leiden-Noord kent 6 rijksmonumenten:
| Object                                                                                    | Oorspronkelijke functie?  | Bouwjaar  | Architect                            | Locatie             | Coördinaten?                  | Nr.?   | Afbeelding        |
| ----------------------------------------------------------------------------------------- | ------------------------- | --------- | ------------------------------------ | ------------------- | ----------------------------- | ------ | ----------------- |
| Spanjaardsbrug: brugwachtershuisje                                                        | Bedieningsgebouw          | 1933      |                                      |                     | 52° 9' 41" NB, 4° 30' 52" OL  | 515075 | Meer afbeeldingen |
| Spanjaardsbrug: ophaalbrug                                                                | Brug                      | 1933      |                                      |                     | 52° 9' 41" NB, 4° 30' 52" OL  | 515074 | Meer afbeeldingen |
| Stadsmolen                                                                                | Industrie- en poldermolen | 1856      |                                      | Gooimeerlaan 3      | 52° 10' 21" NB, 4° 29' 52" OL | 24697  | Meer afbeeldingen |
| Onze Lieve Vrouwe Hemelvaart- en Sint Josephkerk                                          | Kerk en kerkonderdeel     | 1923-1924 | L. van der Laan en J.A. van der Laan | Herensingel 3       | 52° 9' 49" NB, 4° 30' 6" OL   | 515023 | Meer afbeeldingen |
| Pastorie behorende tot de rooms-katholiek Onze Lieve Vrouw Hemelvaart- en Sint Josephkerk | Kerkelijke dienstwoning   | 1924-1925 | L. van der Laan en J.A. van der Laan | Herensingel 3       | 52° 9' 49" NB, 4° 30' 6" OL   | 515024 | Meer afbeeldingen |
| Heilig Hartschool                                                                         | Onderwijs en wetenschap   | 1924      | L. van der Laan en J.A. van der Laan | Os en Paardenlaan 2 | 52° 9' 49" NB, 4° 30' 15" OL  | 515076 | Meer afbeeldingen |

## Morsdistrict
Het Morsdistrict kent twee rijksmonumenten, beide in de wijk Hoge Mors:
| Object | Oorspronkelijke functie?  | Bouwjaar                                                            | Architect           | Locatie          | Coördinaten?                 | Nr.?  | Afbeelding        |
| --- | ------------------------- | ------------------------------------------------------------------- | ------------------- | ---------------- | ---------------------------- | ----- | ----------------- |
| Boerderij, bestaande uit woonhuis met driezijdig uitgebouwde voorkamer, schilddak en vensters met blinden en negenruitsschuiframen, alsmede uit een langgerekte stal onder pannen zadeldak. Bij het woonhuis een deur met panelen in omlijsting van pilasters met hoofdgestel. Zesruitsbovenlicht | Boerderij                 | 18e of 19e eeuw                                                     |                     | Hoge Morsweg 140 | 52° 9' 25" NB, 4° 27' 20" OL | 24814 | Meer afbeeldingen |
| Huize Rhijnhof | Bijgebouwen kastelen enz. | 1774 (huis) 18e eeuw (stal met tuinmanswoning) 19e eeuw (orangerie) | Johan Samuel Creutz | Rhijnhofweg 4    | 52° 9' 38" NB, 4° 26' 59" OL | 25578 | Meer afbeeldingen |

## Roodenburgerdistrict
Het Roodenburgerdistrict kent 19 rijksmonumenten, zie de lijst van rijksmonumenten in Roodenburgerdistrict.

## Stationsdistrict
Het Stationsdistrict kent 4 rijksmonumenten:
| Object | Oorspronkelijke functie? | Bouwjaar | Architect                            | Locatie        | Coördinaten?                  | Nr.?   | Afbeelding |
| --- | ------------------------ | -------- | ------------------------------------ | -------------- | ----------------------------- | ------ | --- |
| Vrijstaande villa | Woonhuis                 | 1887     | W.C. Mulder                          | Maredijk 161   | 52° 10' 12" NB, 4° 29' 24" OL | 528410 | Vrijstaande villa |
| Herenhuis Herenhuis in een donkerrode baksteen over drie bouwlagen opgetrokken op een rechthoekige plattegrond onder een afgeknot zadeldak met leien in Rijndekking | Woonhuis                 | 1895     | C.B. Posthumus Meyjes                | Stationsweg 23 | 52° 9' 53" NB, 4° 29' 3" OL   | 515082 | Herenhuis Herenhuis in een donkerrode baksteen over drie bouwlagen opgetrokken op een rechthoekige plattegrond onder een afgeknot zadeldak met leien in Rijndekking |
| Kroonvilla | Woonhuis                 | 1895     | C.B. Posthumus Meyjes sr.            | Stationsweg 25 | 52° 9' 54" NB, 4° 29' 3" OL   | 515130 | Meer afbeeldingen |
| Herenhuis in Neo- Hollandse Renaissance-stijl | Woonhuis                 | 1895     | Christiaan Bernhard Posthumus Meyjes | Stationsweg 27 | 52° 9' 54" NB, 4° 29' 3" OL   | 515131 | Meer afbeeldingen |

## Stevenshofdistrict
Het Stevenshofdistrict kent 3 rijksmonumenten:
| Object | Oorspronkelijke functie?  | Bouwjaar        | Architect | Locatie             | Coördinaten?                 | Nr.?  | Afbeelding        |
| --- | ------------------------- | --------------- | --------- | ------------------- | ---------------------------- | ----- | ----------------- |
| Stevenshofjesmolen | Industrie- en poldermolen | 1797            |           |                     | 52° 9' 2" NB, 4° 26' 35" OL  | 25681 | Meer afbeeldingen |
| Het Haagsche Schouw | Boerderij                 | 17e/18e eeuw    |           | Haagse Schouwweg 14 | 52° 9' 33" NB, 4° 26' 59" OL | 24704 | Meer afbeeldingen |
| Boerderij, langhuistype gepleisterd met topgevel en terzijde vleugels eveneens in een topgevel met lage schoorsteen, eindgevel, opkamer | Boerderij                 | 17e of 18e eeuw |           | Valkenburgseweg 10  | 52° 9' 37" NB, 4° 26' 53" OL | 25624 | Meer afbeeldingen |

Alblasserdam ·
Albrandswaard ·
Alphen aan den Rijn ·
Barendrecht ·
Bodegraven-Reeuwijk ·
Capelle aan den IJssel ·
Delft ·
Den Haag ·
Dordrecht ·
Goeree-Overflakkee ·
Gorinchem ·
Gouda ·
Hardinxveld-Giessendam ·
Hendrik-Ido-Ambacht ·
Hillegom ·
Hoeksche Waard‎ ·
Kaag en Braassem ·
Katwijk ·
Krimpen aan den IJssel ·
Krimpenerwaard ·
Lansingerland ·
Leiden ·
Leiderdorp ·
Leidschendam-Voorburg ·
Lisse ·
Maassluis ·
Midden-Delfland ·
Molenlanden ·
Nieuwkoop ·
Nissewaard ·
Noordwijk ·
Oegstgeest ·
Papendrecht ·
Pijnacker-Nootdorp ·
Ridderkerk ·
Rijswijk ·
Rotterdam ·
Schiedam ·
Sliedrecht ·
Teylingen ·
Vlaardingen ·
Voorne aan Zee ·
Voorschoten ·
Waddinxveen ·
Wassenaar ·
Westland ·
Zoetermeer ·
Zoeterwoude ·
Zuidplas ·
Zwijndrecht